# یواس‌اس پسیک (ای‌ان-۸۷)
یواس‌اس پسیک (ای‌ان-۸۷) (به انگلیسی: USS Passaic (AN-87)) یک کشتی بود که طول آن 168’ 6” بود. این کشتی در سال ۱۹۴۴ ساخته شد.